# Fnac

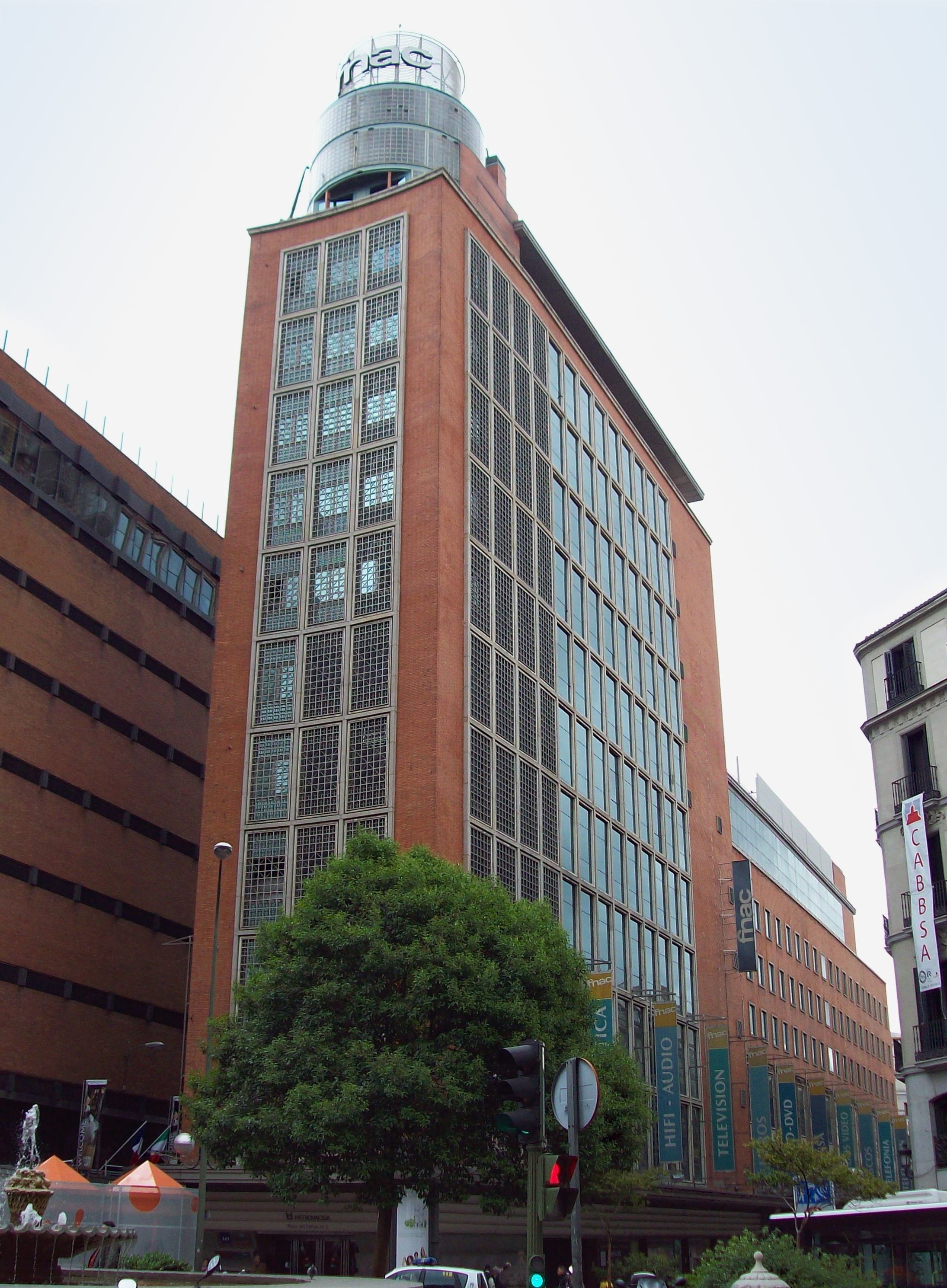
Fnac în Madrid, Spania

Fnac (numită inițial Fédération nationale d’achats des cadres) este un lanț de magazine francez care comercializează articole de divertisment și produse electronice.
Este cel mai mare retailer de cărți, muzică, IT, CD‑uri, DVD-uri și articole foto din Franța.
Fondat în 1954, FNAC a fost inițial un magazin de articole foto, iar după mai multe schimbări ale obiectului de activitate a fost achiziționat în 1994 de grupul de retail de lux Pinault-Printemps-Redoute (PPR), care deține, printre altele, mărcile Gucci, Yves Saint Laurent, Stella McCartney și Balenciaga.
În anul 2008, FNAC a avut venituri de 4,5 miliarde de euro și un profit de 199 milioane euro.
Compania este prezentă în opt țări (Franța, Spania, Belgia, Brazilia, Italia, Portugalia, Grecia și Elveția).
De asemenea, saitul companiei, fnac.com este unul din cele mai puternice magazine online din Franța, având circa 750.000 de vizitatori unici pe zi în anul 2009.
Număr de angajați în 2009: 16.000